# Kisaran Baru
Kisaran Baru is een bestuurslaag in het regentschap Asahan van de provincie Noord-Sumatra, Indonesië. Kisaran Baru telt 5423 inwoners (volkstelling 2010).